# مونوگاتاری (سری)
مونوگاتاری (ژاپنی: 物語 هپبورن: Monogatari) یک مجموعه لایت ناول ژاپنی است که توسط نیشیو ایشین نوشته شده و به‌وسیلهٔ ووفان مصورسازی شده‌است. داستان مجموعه دربارهٔ کویومی آراراگی، یک دانش‌آموز سال سوم آموزش متوسطه است که از حملهٔ خون‌آشامی جان سالم به در می‌برد و پس از آن خود را درگیر نجات دخترانی می‌کند که گرفتار انواع تجسمات خیالی شامل خدایان، ارواح، هیولاها، اشباح و سایر پدیده‌های فراطبیعی هستند. بین نوامبر ۲۰۰۶ و اکتبر ۲۰۲۰، کودانشا ۲۶ جلد از این مجموعه را تحت نام تجاری کودانشا باکس منتشر کرد، و برای حداقل دو جلد دیگر از اکتبر ۲۰۲۰ در آینده برنامه‌ریزی کرده‌است.
استودیوی انیمیشن شفت از سال ۲۰۰۹ بر پایه سری مونوگاتاری چندین مجموعه تلویزیونی انیمه تولید کرده‌است. نخستین فصل انیمه اقتباس شده متشکل از ۳۰ قسمت بین ژوئیه سال ۲۰۰۹ و دسامبر ۲۰۱۲ در ژاپن پخش شد. فصل دوم شامل ۲۸ قسمت بین ژوئیه و دسامبر ۲۰۱۳، و سومین و آخرین فصل به تعداد ۴۲ قسمت از دسامبر ۲۰۱۴ الی ژوئن ۲۰۱۹ به نمایش درآمد. همچنین یک سه‌گانه فیلم سینمایی انیمه تحت عنوان کیزومونوگاتاری نیز به کارگردانی مشترک آکی‌یوکی شینبو و تاتسویا اویشی در سال ۲۰۱۶ و ۲۰۱۷ منتشر شد. یک مجموعه مانگا نیز بر پایه نخستین آرک داستانی این سری به طراحی «اوه! گریت» دستمایه اقتباس قرار گرفت که از مارس ۲۰۱۸، به صورت سریالی در مجلهٔ ویکلی شونن انتشارات کودانشا شروع به چاپ شد.

## یادداشت
1. ↑  Credited as Chief Director (総監督 Sō Kantoku؟) for episodes 27–30.
2. 1 2 3  Credited as Series Director (シリーズディレクター Shirīzu Direkutā؟).
3. ↑  Credited as Series Director (シリーズディレクター Shirīzu Direkutā؟) for episodes 16–26.
4. 1 2 3  Credited under the collective pen name Fuyashi Tō (東富耶子 or 東冨耶子؟).
5. ↑  Credited as Chief Director (総監督 Sō Kantoku؟).
6. ↑  Credited as Chief Director (総監督 Sō Kantoku؟) for episodes 1–36.